# Still Cruisin’
Still Cruisin’ — двадцать шестой студийный альбом американской рок-группы The Beach Boys. Диск вышел в августе 1989 года на Capitol Records и занял 46-е место в американском хит-параде журнала Billboard.
Альбом был раскритикован критиками, а AllMusic назвал звучание группы, поставленное продюсером Терри Мелчером, похожим на «профессиональную кавер-группу 1960-х».

## Обзор
В основе концепции Still Cruisin’ — песни The Beach Boys из фильмов конца 1980-х годов, включая один из крупнейших хитов The Beach Boys — «Kokomo» 1988 года. Таким образом, на альбоме были собраны как и недавно записанные песни («Still Cruisin’», «Make It Big», «Kokomo» и др.), так и хиты 1960-х годов («Wouldn’t It Be Nice», «I Get Around» и «California Girls»). Кроме того, в альбом вошла кавер-версия хита The Surfaris «Wipe Out» 1963 года, записанная The Beach Boys в 1987 году вместе с рэп-группой The Fat Boys. Продюсером и соавтором большинства новых композиций выступил Терри Мелчер — давний партнёр Брюса Джонстона. Вышедший на волне успеха сингла «Kokomo» (1-е место), альбом занял 46-е место. Still Cruisin’, как и последующие два альбома 1990-х годов, не был включён в программу переиздания альбомов группы 1970—1980-х годов, начатую в 2000 году на Capitol Records.

## Обложка
Альбом был оформлен Томми Стилом. Иллюстрация обложки была выполнена Томом Утли.

## Список композиций
| №   | Название                                               | Автор(ы)                                                | Вокал                                            | Длительность |
| --- | ------------------------------------------------------ | ------------------------------------------------------- | ------------------------------------------------ | ------------ |
| 1.  | «Still Cruisin’» (из к/ф «Смертельное оружие 2»)       | Майк Лав / Терри Мелчер                                 | М. Лав, Карл Уилсон, Алан Джардин, Брюс Джонстон | 3:35         |
| 2.  | «Somewhere Near Japan»                                 | Б. Джонстон / М. Лав / Т. Мелчер / Джон Филлипс         | М. Лав, К. Уилсон, А. Джардин, Б. Джонстон       | 4:48         |
| 3.  | «Island Girl»                                          | А. Джардин                                              | К. Уилсон, А. Джардин, М. Лав                    | 3:49         |
| 4.  | «In My Car»                                            | Брайан Уилсон / Юджин Лэнди / Александра Морган         | Б. Уилсон, К. Уилсон, А. Джардин                 | 3:21         |
| 5.  | «Kokomo» (из к/ф «Коктейль»)                           | М. Лав / Скотт Маккензи / Т. Мелчер / Дж. Филлипс       | М. Лав, К. Уилсон                                | 3:35         |
| 6.  | «Wipe Out»                                             | Боб Беррихилл / Пэт Коннолли / Джим Фуллер / Рон Уилсон | The Fat Boys, Б. Уилсон                          | 4:00         |
| 7.  | «Make It Big» (из к/ф «Рота Беверли-Хиллз»)            | М. Лав / Боб Хаус / Т. Мелчер                           | К. Уилсон, М. Лав, А. Джардин, Б. Уилсон         | 3:08         |
| 8.  | «I Get Around» (из к/ф «Доброе утро, Вьетнам»)         | Б. Уилсон / М. Лав                                      | Б. Уилсон, М. Лав                                | 2:09         |
| 9.  | «Wouldn’t It Be Nice» (из к/ф «Большое разочарование») | Б. Уилсон / Тони Эшер                                   | Б. Уилсон, М. Лав                                | 2:22         |
| 10. | «California Girls» (из к/ф «Свой в доску»)             | Б. Уилсон / М. Лав                                      | М. Лав                                           | 2:35         |

## Участники записи
The Beach Boys:
- Майк Лав — вокал
- Алан Джардин — вокал, гитара
- Карл Уилсон — вокал, гитара, клавишные
- Брюс Джонстон — вокал, клавишные, бас-гитара
- Брайан Уилсон — вокал, клавишные и синтезаторы

## Альбомные синглы
- Kokomo / Tutti Frutti (Литл Ричард) (Elektra; 18 июля 1988; № 1)
- Still Cruisin’ / Kokomo (Capitol; 7 августа 1989; № 93)
- Somewhere Near Japan / Kokomo (Capitol; январь 1990)